# Platymya blondeli
Platymya blondeli är en tvåvingeart som beskrevs av Robineau-desvoidy 1830. Platymya blondeli ingår i släktet Platymya och familjen parasitflugor.
Artens utbredningsområde är Frankrike. Inga underarter finns listade i Catalogue of Life.